# خوش‌خوان پشت‌زیتونی
خوش‌خوان پشت‌زیتونی (نام علمی: Euphonia gouldi) نام یک گونه از سرده سهره‌های خوش‌خوان است.